# Erik Almlöf
Erik Albin Almlöf (ur. 20 grudnia 1891 w Sztokholmie, zm. 18 stycznia 1971 w Jenkintown w Pensylwanii) – szwedzki lekkoatleta trójskoczek, dwukrotny medalista olimpijski z 1912 i 1920.
Zdobył brązowy medal w trójskoku na igrzyskach olimpijskich w 1912 w Sztokholmie za swymi rodakami Gustafem Lindblomem i Georgiem Åbergiem. Na kolejnych igrzyskach olimpijskich w 1920 w Antwerpii również wywalczył brązowy medal za Finem Vilho Tuulosem i innym Szwedem Folke Janssonem.
Był dwukrotnym mistrzem Szwecji w trójskoku w 1913 i 1914.